# Zaadverspreiding

Zaden van paardenbloemen verspreiden zich door middel van de wind

Zaadverspreiding is de verplaatsing van zaden vanuit een ouderplant over een bepaald gebied ('disseminatie'), met de kans dat het zaad een nieuwe groeiplaats bereikt waar het kan ontkiemen. Zaadverspreiding kan ook plaatsvinden door de verspreiding van de vruchten.
Planten zijn sessiele organismen. Ze hebben verschillende strategieën ontwikkeld om nakomelingen ertoe te brengen weg te groeien van de ouderplant. Zaadverspreiding is vaak afhankelijk van abiotische of biotische factoren, zoals wind, (stromend) water, vogels of zoogdieren.
De patronen waarmee zaden zich verspreiden is voor een belangrijk deel afhankelijk van het verspreidingsmechanisme. Dit mechanisme bepaalt de demografische en genetische structuur van plantenpopulaties, evenals voor verspreidingspatronen en interacties tussen populaties van verschillende soorten. 
Er zijn vijf hoofdmechanismen voor zaadverspreiding te onderscheiden: zwaartekracht, wind, dehiscentie, water en door dieren. Sommige planten zijn serotineus en verspreiden hun zaden alleen als reactie op een omgevingsstimulus.